# Zaanse Mayonaise
Zaanse Mayonaise is een landelijk verkrijgbaar merk mayonaise afkomstig uit Nederland en wordt geproduceerd door het familiebedrijf Van Wijngaarden BV in Wormerveer in de gemeente Zaanstad. Het bedrijf werd opgericht in 1929 als klein oliehandeltje in Zaandijk en produceert sinds 1955 mayonaise. Tegenwoordig is het met de vierde generatie de grootste mayonaisefabrikant van Nederland. Het product is vernoemd naar de Zaanstreek.
Het product bestaat voor tachtig procent uit raapzaadolie, zes procent eigeel, water, mosterd en een geringe hoeveelheid zout en suiker. Het product is ontwikkeld in de jaren vijftig en sindsdien is het recept vrijwel niet meer aangepast en kent nog steeds dezelfde kenmerkende smaak. Het product wordt meestal verkocht in een gele tube met rode dop, met beeltenis van een man met pet, en in grootte variërend van 30 tot 250 milliliter. Daarnaast is het product ook verkrijgbaar in een pot, knijpfles of emmertje en bestaat er een dispenser met 18 kleine zakjes.
Ook kent het product varianten met een mosterd-, kerrie-, knoflook-, pittige, truffel-, basilicum- of limoensmaak.

## Geschiedenis
Mayonaise diende oorspronkelijk volgens de warenwet uit tachtig procent plantaardige olie te bestaan en minimaal zeven procent eigeel. Doordat in de loop der jaren mayonaise te duur was geworden werd door de grote levensmiddelenfabrikanten een wetswijziging voorgesteld en aangenomen waarbij mayonaise voortaan nog maar uit zeventig procent plantaardige olie en vijf procent eigeel hoefde te bestaan waardoor het goedkoper kon worden geproduceerd. Van Wijngaarden besloot echter bij de Zaanse Mayonaise het percentage raapzaadolie op tachtig procent te houden en het eigeel op zes procent te brengen. Dit leidde ertoe dat de detailhandel het product niet meer wilde afnemen in verband met de inkoopprijs. Door het product daarna als A-merk te profileren en te promoten lag het product binnen een jaar weer in de winkelschappen.